# 벤보 분화구

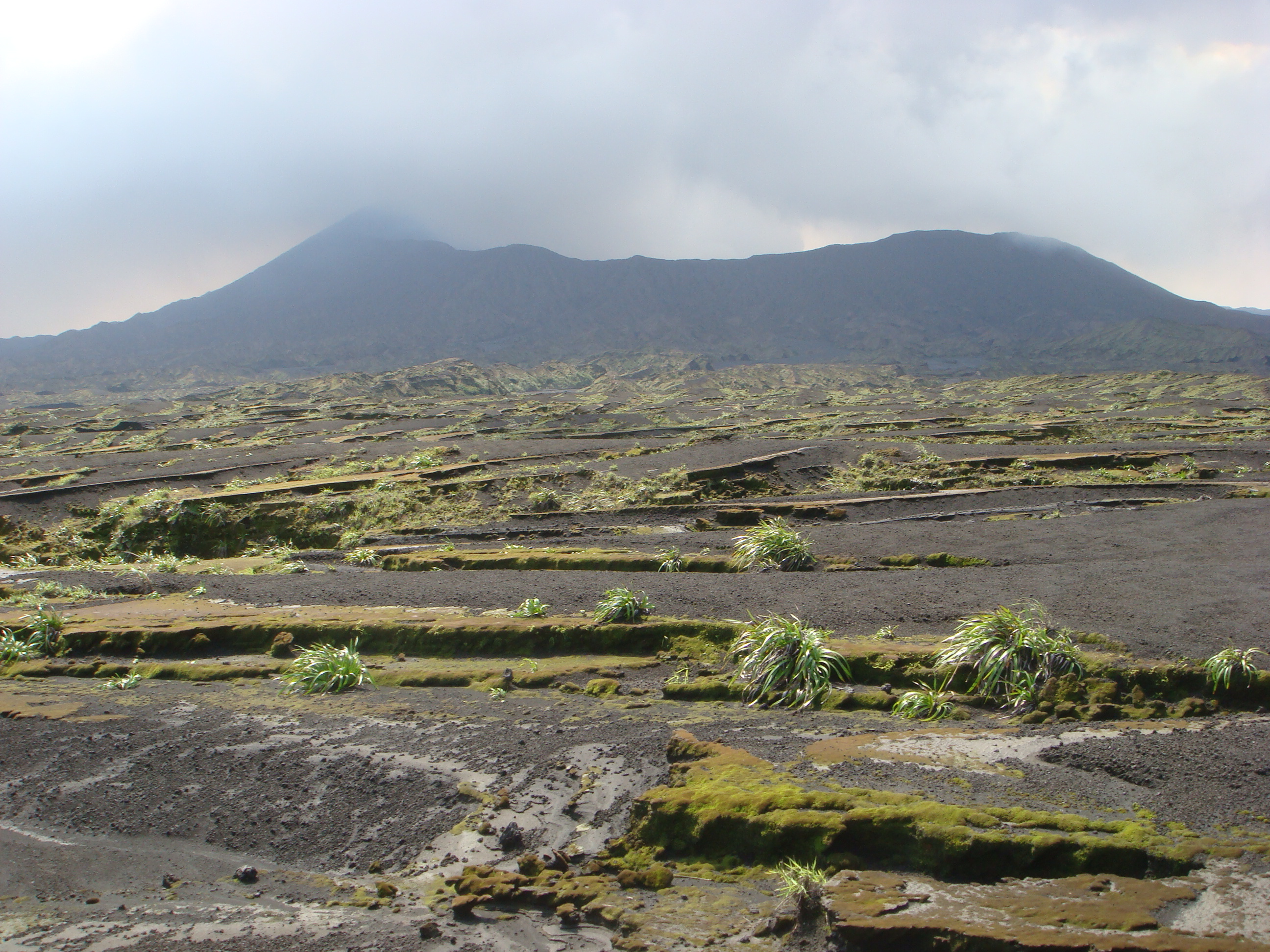

벤보 분화구(영어: Crater du Benbow/Benbow(Volcano))는 바누아투의 암브림섬에 있는 아주 깊은 화산 분화구로 성층 화산이다. 이곳은 이웃 화산인 마룸 분화구와 마찬가지로 부글거리는 용암호가 있으며, 현재도 활동중이다. 그래서 많은 화산학자들의 눈길을 끈다. 종종 사람들은 분화구에 내려가기도 한다.